# Tivadar Kosztka Csontváry
Tivadar Kosztka Csontváry (maďarsky Csontváry Kosztka Tivadar; 5. červenec 1853 Kisszeben, dnešní Sabinov na Slovensku – 20. červen 1919 Budapešť) byl uherský malíř.

## Život
Až do svých 27 let pracoval jako lékárník, pak údajně uslyšel hlasy, které ho přesvědčovaly o tom, že se stane velkým malířem. Studium malířství započal až ve svých 40 letech v Mnichově, později v něm pokračoval v Karlsruhe. Cestoval po Itálii, Dalmácii a Uhrách a studoval krajinomalbu. Poté se vydal na Blízký východ a hledal své velké téma. V roce 1907 vystavoval poprvé v Paříži. Západoevropští umělci (např. Picasso) uznávali jeho talent, ale doma v Uhrách nepřesvědčil. V posledních letech svého života se věnoval ztvárňování svých surrealisticko-schizofrenních vizí. Zemřel zklamán nepochopením a sužován schizofrenií.
Jeho dílo se vyznačuje velmi osobitým vnímáním světla a monumentalitou. Až dlouho po jeho smrti mu bylo otevřeno muzeum v jihomaďarské Pécsi a některé malby byly umístěny v budapešťské Národní galerii.
Na Mezinárodním filmovém festivalu v Cannes byl v roce 1980 uveden maďarský film Csontváry, natočený režisérem 1980 Zoltánem Huszárikem (český název Malířův svět).

## Galerie

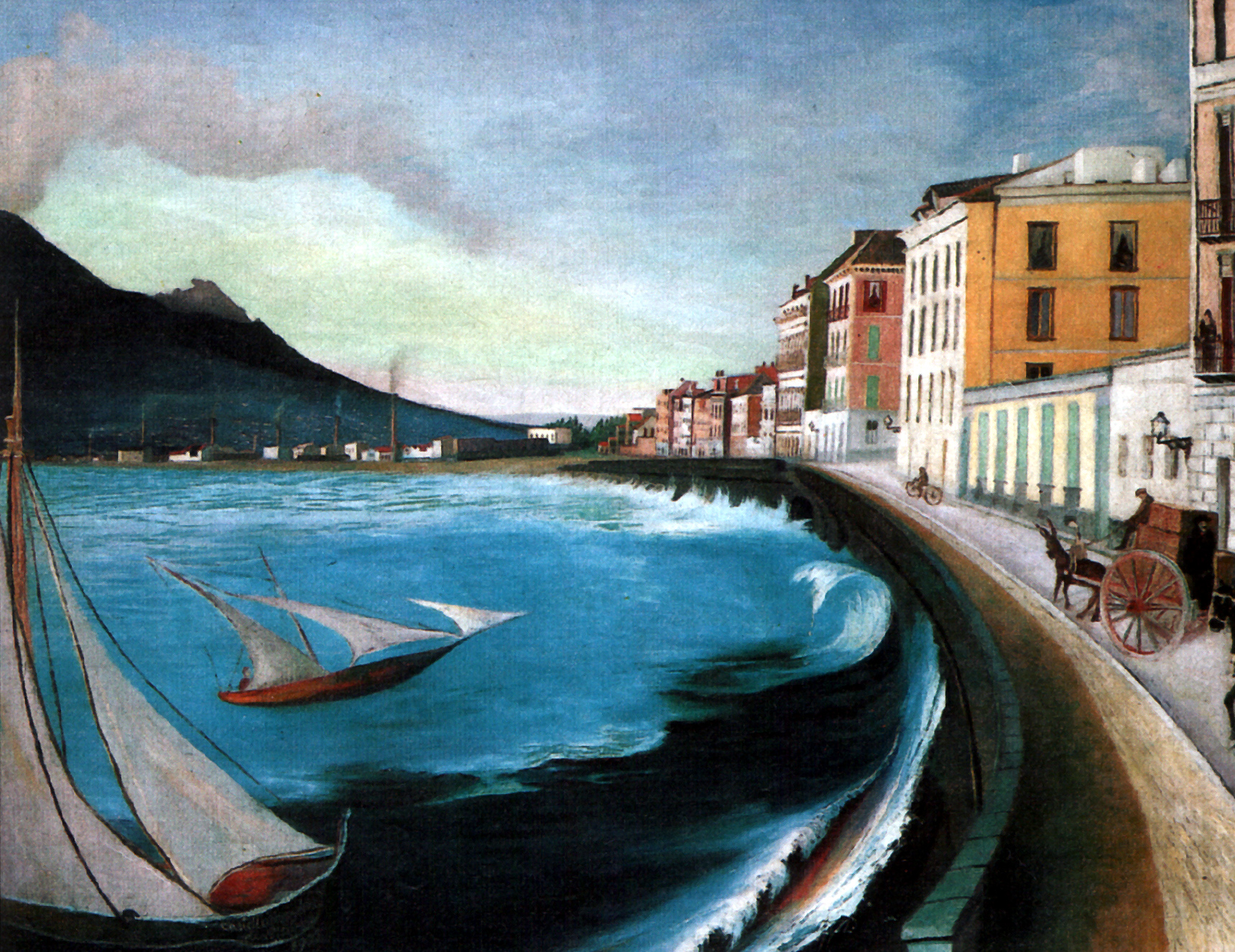
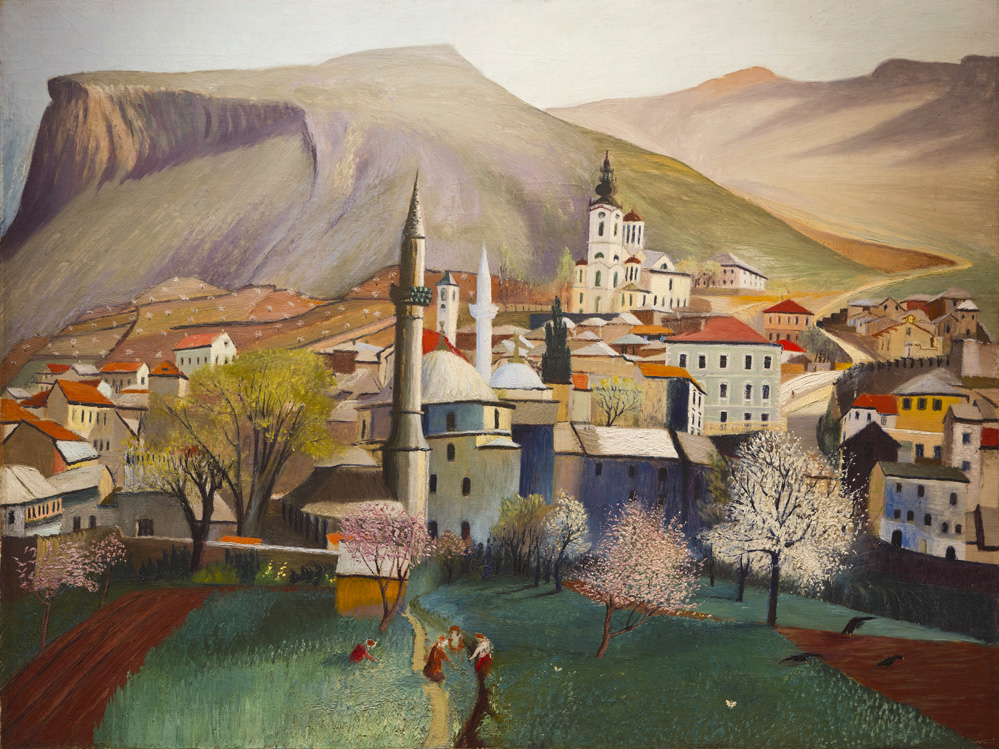
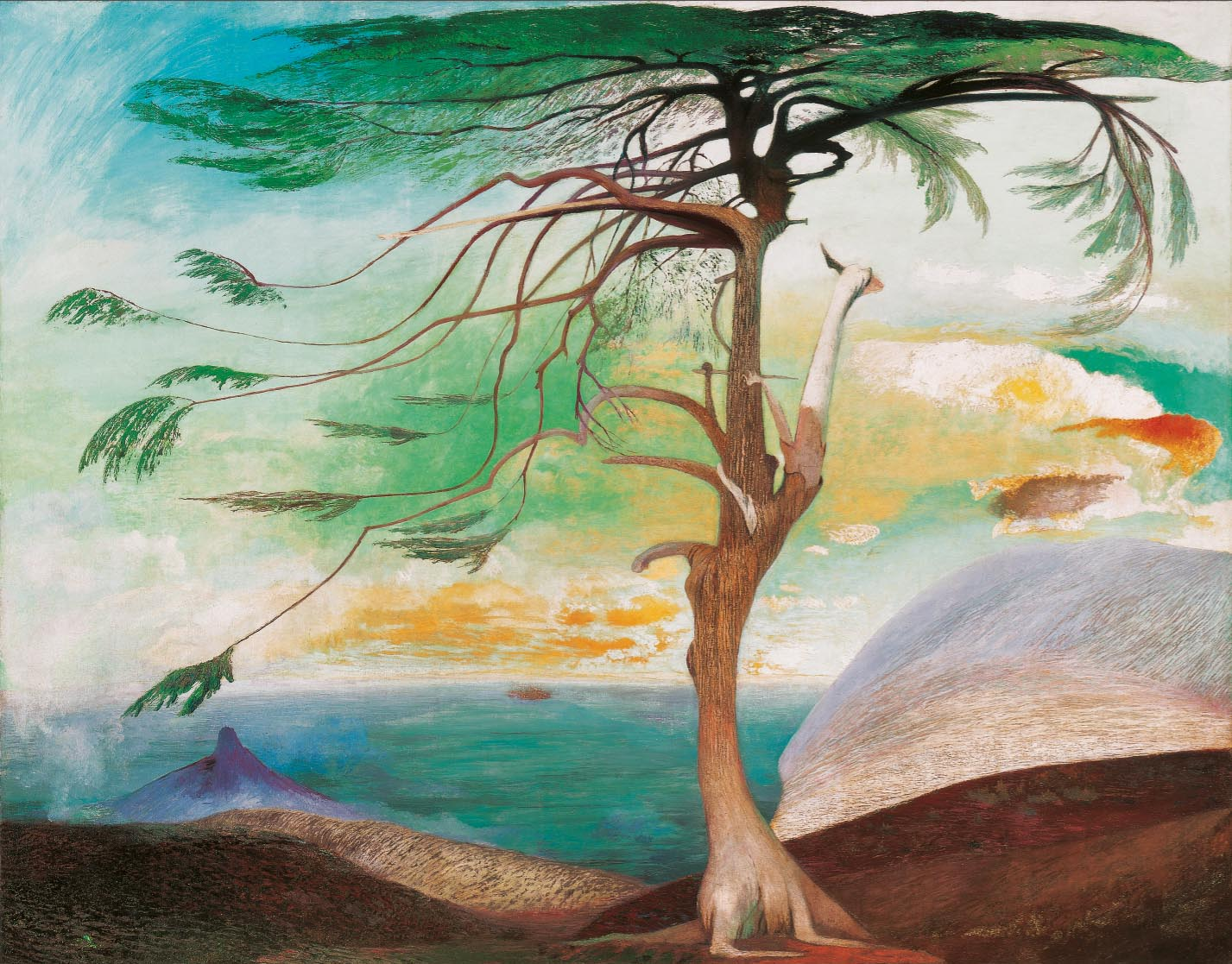
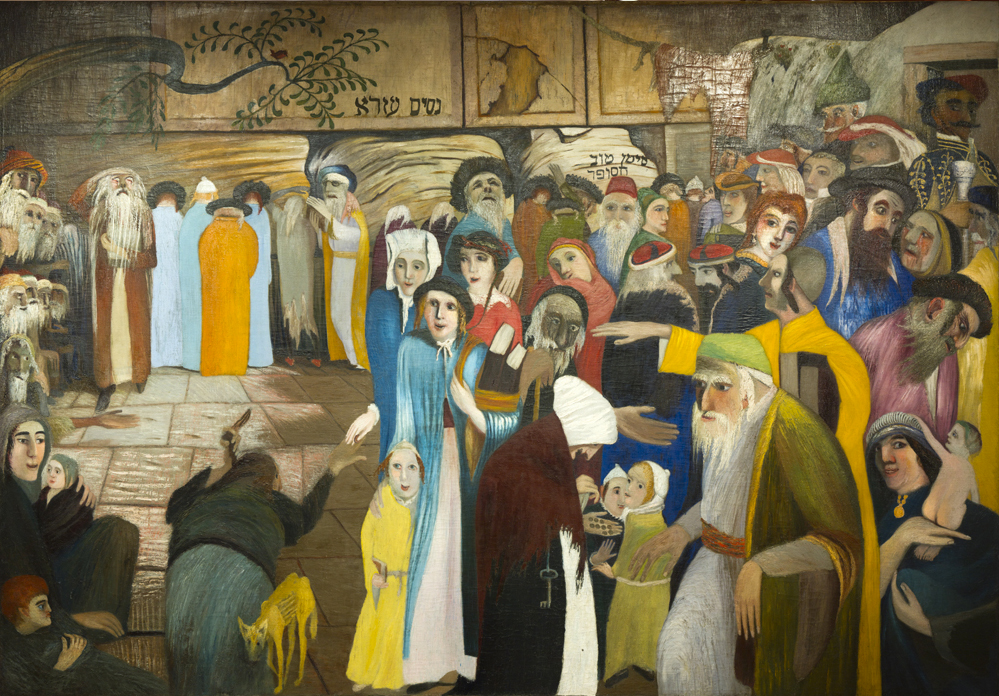
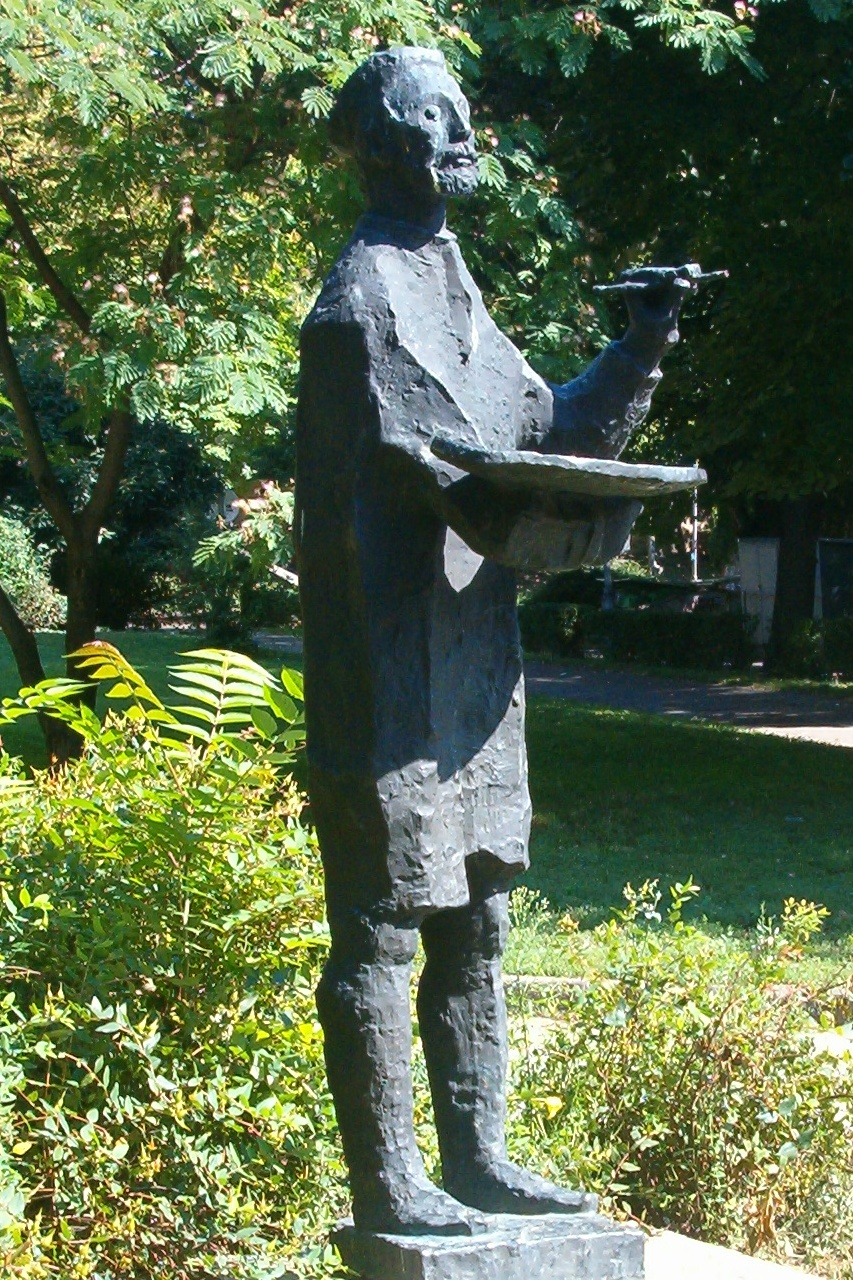
Socha Csontváryho